# Офис с привидениями
Офис с привидениями - гонконгский фильм ужасов 2002 года режиссёра Марко Мака. Премьера фильма состоялась 14 января 2004 года.
Фильм состоит из трёх взаимосвязанных новелл, имеющих общий сюжет и место действия, однако каждый герои каждой из новелл не влияют друг на друга, хотя и пересекаются. Каждая из новелл стилистически отлична - первая выдержана в стилистике фильма ужасов с мрачной атмосферой, вторая носит комедийный характер, третья также несёт хоррор-стилистику, но опираясь, по большей части, на сюжетную основу.

## Сюжет

### Первая новелла
Девушку Пэт повышает по службе начальство. Однако её смущают причины повышения — другая девушка, которая замещала эту должность покончила жизнь самоубийством. Именно этот факт позволил Пэт продвинуться по служебной лестнице. Но и это ещё не всё, до самоубийства Пэт наблюдала за этой девушкой в туалете, и последняя вела себя очень странно - истерически смеялась и ходила на цыпочках. Всё это, вкупе с ходящими по зданию компании слухами будто в нём обитают привидения и время от времени в полночь погибает девять человек, сильно встревожило Пэт. Вскоре в туалете Пэт встречает ещё одну девушку, поведение которой очень напоминает поведение ранее совершившей самоубийство девушки. Пэт начинает думать, что призрак устроил на неё охоту.

### Вторая новелла
Молодой начальник Ричард получил в наследство от отца небольшую компанию и, соответственно, хочет немного упорядочить дела фирмы. Ему очень не нравится старая секретарша и он хочет её уволить, однако если он уволит её без причин, то секретарша будет претендовать на внушительную пенсию. Таким образом, вместе со своим двоюродным братом, он придумывает ей различные идиотские поручения с целью того, чтобы она совершила провинность. Не достигнув своей цели Ричард просто-напросто увольняет её и отправляется в путешествие отдохнуть. Возвратившись в офис своей фирмы он обнаруживает секретаршу на своём посту. Также он узнаёт, что все сотрудники фирмы погибли в автомобильной катастрофе, но продолжают работать на своих рабочих местах.

### Третья новелла
Недавно нашедший себе работу молодой парень Кен знакомится на ней с девушкой Шань. Всё бы ничего, но Шань преследует призрак умершей девушки. Призрак хочет, чтобы Шань умерла и заняла место призрака. Кен, в свою очередь, всячески пытается помочь Шань - ходит к различным колдунам и шаманам прося помощи об изгнании призрака. Однако последний не унимается, а наоборот оказывает всё большее давление на девушку.

## В ролях
| Актёр                | Роль   |
| -------------------- | ------ |
| Карен Мок            | Пэт    |
| Джордан Чэнь Сяочунь | Ричард |
| Стефен Фэн Дэлунь    | Кен    |
| Шу Ци                | Шань   |